# WTA 125k 2014
Il WTA 125k 2014 è il secondo livello professionistico di tennis femminile, dopo il WTA Tour 2014. Per il 2014 è costituito da sei tornei con un premio per la vittoria di 125 000$.

## Calendario
| Settimana    | Torneo | Campionesse                                         | Finaliste                       | Semifinaliste                    | Eliminate ai quarti                                               |
| ------------ | --- | --------------------------------------------------- | ------------------------------- | -------------------------------- | ----------------------------------------------------------------- |
| 21 luglio    | Jiangxi International Women's Tennis Open 2014 Nanchang, Cina WTA 125k $125.000 - Cemento - 32S/16Q/16D Singolare - Doppio | Peng Shuai 6-2, 3-6, 6-3                            | Liu Fangzhou                    | Zheng Saisai Luksika Kumkhum     | Wang Qiang Misaki Doi Wang Yafan Zhang Ling                       |
| 21 luglio    | Jiangxi International Women's Tennis Open 2014 Nanchang, Cina WTA 125k $125.000 - Cemento - 32S/16Q/16D Singolare - Doppio | Chuang Chia-jung Junri Namigata 7–6(4), 6-3         | Chan Chin-wei Xu Yifan          | Zheng Saisai Luksika Kumkhum     | Wang Qiang Misaki Doi Wang Yafan Zhang Ling                       |
| 1º settembre | Suzhou Ladies Open 2014 Suzhou, Cina WTA 125k $125.000 - Cemento - 32S/16Q/16D Singolare - Doppio                          | Anna-Lena Friedsam 6–1, 6–3                         | Duan Yingying                   | Jana Čepelová Misa Eguchi        | Zheng Saisai Kateryna Kozlova Patricia Mayr-Achleitner Risa Ozaki |
| 1º settembre | Suzhou Ladies Open 2014 Suzhou, Cina WTA 125k $125.000 - Cemento - 32S/16Q/16D Singolare - Doppio                          | Chan Chin-wei Chuang Chia-jung 6–1, 3–6, [10–7]     | Misa Eguchi Eri Hozumi          | Jana Čepelová Misa Eguchi        | Zheng Saisai Kateryna Kozlova Patricia Mayr-Achleitner Risa Ozaki |
| 27 ottobre   | Ningbo Challenger 2014 Ningbo, Cina WTA 125k $125.000 - Cemento - 32S/16Q/16D Singolare - Doppio                           | Magda Linette 3-6, 7-5, 6-1                         | Wang Qiang                      | Duan Yingying Paula Kania        | Ekaterina Byčkova Zhu Lin Wang Yan Zheng Saisai                   |
| 27 ottobre   | Ningbo Challenger 2014 Ningbo, Cina WTA 125k $125.000 - Cemento - 32S/16Q/16D Singolare - Doppio                           | Arina Rodionova Ol'ga Savčuk 4–6, 7–6(2), [10–6]    | Han Xinyun Zhang Kailin         | Duan Yingying Paula Kania        | Ekaterina Byčkova Zhu Lin Wang Yan Zheng Saisai                   |
| 3 novembre   | OEC Taipei WTA Challenger 2014 Taipei, Taiwan WTA 125k $125.000 - Sintetico (i) - 32S/16Q/16D Singolare - Doppio           | Vitalija D'jačenko 1-6, 6-2, 6-4                    | Chan Yung-jan                   | Anna-Lena Friedsam Ana Bogdan    | Magda Linette Alla Kudrjavceva Zheng Saisai Luksika Kumkhum       |
| 3 novembre   | OEC Taipei WTA Challenger 2014 Taipei, Taiwan WTA 125k $125.000 - Sintetico (i) - 32S/16Q/16D Singolare - Doppio           | Chan Hao-ching Chan Yung-jan 6-4, 6-3               | Chang Kai-chen Chuang Chia-jung | Anna-Lena Friedsam Ana Bogdan    | Magda Linette Alla Kudrjavceva Zheng Saisai Luksika Kumkhum       |
| 3 novembre   | Open GDF Suez de Limoges 2014 Limoges, Francia WTA 125k $125 000 - Cemento (i) - 32S/32Q/8D Singolare - Doppio             | Tereza Smitková 7–6(4), 7–5                         | Kristina Mladenovic             | Francesca Schiavone Océane Dodin | Lesja Curenko Richèl Hogenkamp Ana Konjuh Julija Putinceva        |
| 3 novembre   | Open GDF Suez de Limoges 2014 Limoges, Francia WTA 125k $125 000 - Cemento (i) - 32S/32Q/8D Singolare - Doppio             | Kateřina Siniaková Renata Voráčová 2-6, 6-2, [10-5] | Tímea Babos Kristina Mladenovic | Francesca Schiavone Océane Dodin | Lesja Curenko Richèl Hogenkamp Ana Konjuh Julija Putinceva        |